# Frankfurter Bierkrawall
Als Frankfurter Bierkrawall vom 21. April 1873 sind die folgenschwersten sozialen Unruhen zwischen den Revolutionen von 1848 und 1918 in Frankfurt am Main in die Stadtgeschichte eingegangen. Bei der Niederschlagung durch das preußische Militär kamen 20 Menschen ums Leben. Auslöser der Unruhen war die Erhöhung des Bierpreises durch die örtlichen Brauereien; in der Bewertung eines möglichen politischen Hintergrunds ist sich die Forschung uneinig.

## Auslöser
Auslöser der Krawalle war die Erhöhung des Bierpreises von 4 Kreuzer (1 Batzen) auf 4½ Kreuzer durch die Frankfurter Brauereigaststätten zum 1. April 1873. Bier hatte damals für die Arbeiter den Status eines Grundnahrungsmittels. Die Preiserhöhung um 12,5 % traf die schlecht bezahlte Unterschicht hart. Hinzu kam, dass es keine Halbkreuzermünzen gab, und man deshalb für das Bier zunächst fünf Kreuzer bezahlen musste und vom Wirt einen Gutschein über einen halben Kreuzer zurückerhielt. Der Gutschein war jedoch nur beim selben Wirt einlösbar.
Der 21. April war der letzte Tag der Frühjahrsmesse. An diesem Tag hatten die Frankfurter Arbeiter traditionell arbeitsfrei. Auf dem Bleichgarten an der Breiten Gasse fand ein Volksfest statt. Die auch auf dem Fest erhobenen erhöhten Bierpreise und die dennoch konsumierten Alkoholmengen führten zu einer zunehmend aggressiven Stimmung unter den Festbesuchern. Schon im Vorfeld waren Zusammenstöße befürchtet worden, in den Vorwochen war es in Mannheim und Stuttgart ebenfalls wegen erhöhter Bierpreise zu Unruhen gekommen.

## Verlauf
Gegen 16 Uhr formierte sich aus der Masse der Festbesucher ein Zug von etwa 100 Personen, denen sich schnell weitere Personen anschlossen. Aus einem roten Vorhang wurde eine Fahne hergestellt, hinter der sich die Menge mit dem Schlachtruf Mir wolle Batzebier in die Innenstadt bewegte.
In den folgenden Stunden wurden zahlreiche Brauereigaststätten von der Menge der Aufständischen zerstört. Mobiliar und Fenster wurden zerschlagen, Bier auf die Straße gekippt. Benachbarte, wenn auch eigentlich unbeteiligte, Geschäfte wurden geplündert. In manchen Brauereien verteidigte das Personal seine Arbeitsstätte gegen die wütende Menge: in der Brauerei Schwager in der Neuen Mainzer Straße mithilfe eines Schlauchs voll kochenden Biers, in der Brauerei Reichsapfel in der Großen Friedberger Straße mit glühenden Schürstangen.
Die Frankfurter Polizei unter dem Polizeipräsidenten August von Hergenhahn war mit der Situation völlig überfordert. In der damals etwa 100.000 Einwohner zählenden, schnell gewachsenen Stadt standen ihr nur fünf Wachtmeister und 53 Schutzleute zur Verfügung, die ihren Sitz im mittelalterlichen Clesernhof in der Karpfengasse nahe beim Römer hatten. Seit der preußischen Okkupation von 1866 lag jedoch in seiner Kaserne im ehemaligen Karmeliterkloster das Infanterie-Regiment Nr. 81, das nun alarmiert wurde.

## Die blutige Niederschlagung des Aufstands
Die Garnison entsandte am Abend sechs Kompanien zur Niederschlagung der Unruhen. In der Fahrgasse in der Altstadt schossen die Soldaten in die Menschenmenge. Erst gegen Mitternacht konnte die Armee die Situation unter Kontrolle bringen. 20 Menschen wurden von Soldaten erschossen, darunter eine alte Frau und ein zehnjähriger Junge. Die Toten wurden im Hospital zum Heiligen Geist aufgebahrt.
Am Morgen nach den Unruhen befand sich die Stadt im Belagerungszustand. Alle wichtigen öffentlichen Plätze, die Brücken und Bahnhöfe waren von Militär besetzt. Schulen, Geschäfte und Hotels blieben geschlossen. Zusätzlich zu den in Frankfurt stationierten Truppen waren drei Bataillone Infanterie aus Homburg (III./Infanterie-Regiment Mr. 80), Mainz und Offenbach in Frankfurt zusammengezogen worden. In der Stadt und im Stadtwald wurden etwa 300 Verdächtige festgenommen.

## Folgen
Am 14. Juli 1873 tagte im Leinwandhaus das Stadtgericht zur Aburteilung der Aufständischen. 47 Angeklagte, darunter viele Auswärtige, wurden zu Zuchthaus oder Gefängnis verurteilt, die Höchststrafen betrugen 4½ Jahre.
Die Frankfurter Brauereien kündigten nach dem Bierkrawall eine Rücknahme der Preiserhöhungen an, da ihretwegen nicht Leben und Eigentum bedroht werden sollte.

## Politische Einordnung

### Einordnung
| Nürnberg |

| Dillingen |

| Würzburg |

| Neumarkt |

| Striegau |

| Braunschweig |

| Wolfenbüttel |

| Halberstadt |

| Merseburg |

| Köthen |

| Langensalza |

| Eisenach |

| Gotha |

| Berlin |

| Chemnitz |

| Stuttgart |

| Weimar |

| Wiesbaden |

| Frankfurt |

| Mannheim |

| Heynau |

In den ersten drei Jahren des Deutschen Kaiserreiches traten nach den Recherchen des Historikers Lothar Machtan mindestens 20 städtische Unruhen in Deutschland auf. Die meisten davon waren Protestaktionen gegen die Verteuerungen von Lebensmitteln und Mieten. Den Berliner Blumenstraßenkrawall vom Juli 1872 und den Frankfurter Bierkrawall vom April 1873 stuft Machtan als die „spektakulärsten "Krawalle" dieser Art in der Gründerzeit“ ein. Ihnen gemeinsam sei, dass „die Ruhestörer dem Privateigentum von Lebensmittelhändlern und -herstellern sowie von Wohnungsvermietern mit Brachialgewalt zu Leibe rückten“. Außerdem entwickelten sich diese Auseinandersetzungen oft zu „Straßenschlachten“ mit der Polizei und teils sogar dem Militär.
Die politisch-soziologische Bewertung des Frankfurter Bierkrawalls ist umstritten. Einerseits kann das Ereignis keinesfalls allein auf das Wüten eines betrunkenen Mobs reduziert werden, andererseits fehlt hier der theoretisch-ideologische Hintergrund etwa des Pariser Kommuneaufstands zwei Jahre zuvor. Die Einordnung in den soziopolitischen Kontext der Gründerzeit legt einen Zusammenhang mit ähnlichen Hungerrevolten dieser von drastischen sozialen Ungerechtigkeiten geprägten Epoche nahe. So kam es im Juni 1872 in Berlin wegen Wucherpreisen für Arbeiterwohnungen zu gewalttätigen Krawallen. In München gab es bereits 1844 einen „Münchner Bierkrawall“, der ein Todesopfer forderte.
Die damals weit verbreitete Angst vor dem „kommunistischen Gespenst“ sowie der hohe Anteil auswärtiger „Aufwiegler“ nährten jedoch auch Vermutungen und Verschwörungstheorien. So witterten manche einen linken Umsturzversuch und gaben der sozialistischen Agitation die Schuld, während andere, etwa die Frankfurter Zeitung, die Drahtzieher im rechten Spektrum vermutete und fragte, ob hier eventuell die „Rote Gefahr“ bewusst für die Öffentlichkeit inszeniert worden war.